# BMW R 2
BMW R2 – produkowany od 1931 do 1936 jednocylindrowy motocykl firmy BMW.

## Historia
Od 1928 r. w Niemczech dozwolone było prowadzenie motocykli o pojemności do 200 cm³ bez prawa jazdy. Motocykle o tej pojemności nie były również obciążone podatkami. BMW R2 było przeznaczone na ten rynek. Mimo że był najdroższym motocyklem tej klasy (975 Reichsmarek) do 1936 sprzedano 15 207 sztuk.

## Konstrukcja
Jednocylindrowy silnik górnozaworowy o mocy 6 KM (w 3 serii 8 KM). Zasilanie instalacji elektrycznej poprzez 6 voltową prądnicę o mocy 30 W. Suche sprzęgło jednotarczowe połączone z 3-biegową ręcznie sterowaną skrzynią biegów. Napęd koła tylnego wałem Kardana. Rama z tłoczonych profili stalowych ze sztywnym zawieszeniem tylnego koła.